# 暈族大質量緻密天體
晕族大质量致密天体（Massive Compact Halo Object，缩写为MACHO），又名大质量致密晕天体，是一个天文学的普通名词，可以用来解释可能存在于星系晕的暗物质。晕族大质量致密天体是一些体积很小的大质量重子物质，没有或只有很少的电磁辐射，在星际空间不与恒星系统发生影响。晕族大质量致密天体自身不发光，所以很难被探测到。晕族大质量致密天体也可能是黑洞、中子星、褐矮星、自由行星、白矮星和非常微弱的红矮星，也有人认为晕族大质量致密天体和大质量弱相互作用粒子（WIMP）都是暗物质的候选者之一。

## 发现
晕族大质量致密天体可以被发现，只要通过它们与其他天体的引力透镜作用就可以被间接探测到。引力透镜是广义相对论效应，背景光源发出的光在引力场（各种大质量天体）黑洞）附近经过时，光线会像发生弯曲，并且引力场会像透镜一样将光线聚焦。20世纪80年代，普林斯顿大学的波兰天文学家玻丹·帕琴斯基（Bohdan Paczyński）讨论了银河系晕中不发光的暗天体作为微引力透镜的可能性，认为它们有很高的几率被观测到。这些天体叫做晕族大质量致密天体。
1993年，人们在大麦哲伦云中发现了第一个这类暗物体的例子，是由三个天文小组发现的，法国的EROS小组，波兰科学家为主的OGLE小组，由美澳科学家组成的MACHO计划小组。MACHO计划小组人数最多的，由劳伦斯·利弗莫尔国家实验室的阿尔科克（Charles Alcock）为首，该实验室的贝内特（David Bennett）和加利福尼亚大学圣迪戈分校的戈里斯特（Kim Griest）参与领导，使用位于澳大利亚堪培拉附近的斯特罗姆洛山天文台的1.5米口径望远镜进行工作。各个小组都发现了由晕族大质量致密天体（MACHOs）对于大麦哲伦云中恒星的微引力透镜效应的明显例子。
1996年1月美国天文学会的学术讨论会上，美澳合作的MACHO计划小组者公布了银河系晕的大部分含有晕族大质量致密天体（MACHOs），有力证据来自对7个新的大质量晕天体的发现。他们又一次用对大麦哲伦云的引力透镜效应，来确定这些幽灵天体的性质。这些晕族大质量致密天体（MACHOs）的质量从0.1太阳质量到1个太阳质量不等。
这些小组已排除了用暗物质被解释晕族大质量致密天体（MACHOs），大量的这类天体的质量在0.00000001个太阳质量到100个太阳质量之间。MACHO计划小组声称他们已经找到足够多的微引力透镜，并预测存在着许多约0.5个太阳质量的这类天体，足以解释银河系晕质量的20％的暗物质。
这表明晕族大质量致密天体（MACHOs）可能是白矮星或红矮星，或其他类似的天体。不过白矮星或红矮星并不是完全黑暗的，它们也能发一些很弱的光，所以可以与哈勃望远镜合作进行调查。这些搜寻已排除我们的银河系大部分暗物质的可能性。另外一个EROS2小组认为，不确认这些信号就是晕族大质量致密天体（MACHOs）。他们没有找到足够的微引力透镜效应是与敏感性较高有关。
据使用哈伯太空望远镜（HST）的近红外线照相机和多目标分光仪（NICMOS）观察，只有不到1％的银河系晕是由红矮星组成。
直至对应了暗物质晕的一个微不足道的小部分，所以失踪物质的问题仍然不能完全由晕族大质量致密天体（MACHOs）解决。

## 候选者
晕族大质量致密天体（MACHOs）有时可能会考虑黑洞。黑洞是真正的黑色，因为它们没有任何辐射（包括可见光），他们只吸收不释放。银河系晕周围有可能是黑洞。黑洞有时可以探测到由明亮的气体和尘埃围绕它形成的一个吸积盘。这种盘可以气体遮住黑洞，因为它不能很快地被吸收。一个孤立的黑洞没有吸积盘，将只能用引力透镜探测。天文学家怀疑他们能解释大部分的暗物质。最大可能的短缺物质对整个银河系平衡有很大影响。
中子星有点像黑洞，恒星遭受剧烈的压缩使其组成物质中的电子并入质子转化成中子。经过足够的时间，这些中子星级完全辐射完自己能量，成为冷星，由于过于微弱而探测不到。同样，老的白矮星也有可能成为变冷死亡，最终成为黑矮星，虽然宇宙的年龄尚未足够任何星达到这个阶段。
褐矮星成为候选的理由上面已经讲过。褐矮星有时被称为“失败之星”，因为他们没有大到足够的规模可以开始核聚变，只是简单缓慢的发热。所以它们唯一的能量来源是通过自己的引力收缩，它们是依稀可见的，在某些情况下褐矮星大约有木星的质量的13-75倍。

## 理论考虑
理论研究上表明，早期不太可能产生作为目前宇宙中大量的暗物质的晕族大质量致密天体（MACHOs）。根据观察到的元素丰度，包括丰富的氘，存在宇宙大爆炸到现在根本不能产生足够重子物质的重大问题。不过晕族大质量致密天体（MACHOs）仍可能解释构成银河系的约20％的暗物质。